# Jutulgryta
Die Jutulgryta (norwegisch für Riesenkessel) ist ein mit Spalten durchzogenes Gletscherfeld  an der Prinzessin-Martha-Küste des ostantarktischen Königin-Maud-Lands. Es liegt auf der Ostseite der Mündung des Jutulstraumen in das Fimbul-Schelfeis.
Norwegische Kartographen, die es auch benannten, kartierten es anhand von Vermessungen und Luftaufnahmen der Norwegisch-Britisch-Schwedischen Antarktisexpedition (1949–1952) sowie Luftaufnahmen der Dritten Norwegischen Antarktisexpedition (1956–1960) aus den Jahren von 1958 bis 1959.